# José López Calo
José López Calo, né le 4 février 1922 à Nebra (Porto do Son) dans la province de La Corogne et mort le 10 mai 2020 à Salamanque, est un musicologue espagnol.

## Biographie
José López Calo naît le 4 février 1922 à Nebra (Porto do Son). Après avoir étudié la musique avec Manuel Ansola au séminaire de Saint-Jacques-de-Compostelle, il obtient le diplôme de philosophie à l'université pontificale de Comillas (1949) où il poursuit ses études musicales avec J.I. Prieto Arrizubieta ; ordonné prêtre en 1951, il étudie la théologie à la Faculté théologique de Grenade (diplôme 1956). 